# Miguel Coniates
Miguel Coniates ou Acominato (em grego: Μιχαήλ Χωνιάτης; Colossas, c. 1140 – Ceos, 1220) foi um escritor e eclesiástico  bizantino.
Nasceu em Chonae (a antiga Colossas), estudou em Constantinopla e foi aluno de Eustácio de Salônica. Por volta de 1175 foi designado arcebispo de Atenas. Em 1204, defendeu a Acrópole de Atenas do ataque de Leão Esguro, defendendo-a até a chegada da Quarta Cruzada em 1205, a quem lhe entregou a cidade.  Depois da tomada de controle pelo Império Latino, retirou-se à ilha de Ceos. Por volta de 1217 mudou para o mosteiro de Vodonitsa perto da Termópilas, onde faleceu.
Ainda sendo conhecido pelos estudiosos clássicos como o último possuidor de versões completas de Calímaco, Hecalé e Aitia , foi um escritor versátil, e compositor de homilias, discursos e poemas, que, com a sua correspondência, lançar luz sobre a miserável condição de Ática e Atenas no momento. São de destacar-se o seu memorial a Aleixo III Ângelo sobre os abusos da administração bizantina, o lamento poético sobre a degeneração de Atenas e a monódia pelo seu irmão Nicetas e Eustácio, arcebispo de Tessalônica.